# Saint-Cirgues-sur-Couze
Saint-Cirgues-sur-Couze település Franciaországban, Puy-de-Dôme megyében. Lakosainak száma 348 fő (2022. január 1.). Saint-Cirgues-sur-Couze Chidrac, Meilhaud, Saint-Vincent és Tourzel-Ronzières községekkel határos.

## Népesség
A település népessége az elmúlt években az alábbi módon változott:
| Lakosok száma | 342  | 354  | 356  | 351  | 349  | 351  | 351  | 345  | 348  |
|               | 2013 | 2015 | 2016 | 2017 | 2018 | 2019 | 2020 | 2021 | 2022 |